# Energy Cities
Energy Cities è un'associazione delle autorità locali europee fondata nel 1990 e impegnata nella promozione di politiche energetiche locali sostenibili. Rappresenta 1000 autorità locali di 30 diversi paesi.
Dal 2017 al 2020, la presidenza di Energy Cities è detenuta dalla città di Heidelberg ed il suo Delegata generale è Claire Roumet.
Le sedi dell'associazione si trovano a Parigi e a Besançon. Parte del personale lavora a Friburgo in Brisgovia e Bruxelles.

## Consiglio d'Amministrazione
Il Consiglio d'Amministrazione dell'associazione è costituito da 11 città Europee:
| Città         | Paese |
| ------------- | ----- |
| Heidelberg    | DE    |
| Bornova       | TR    |
| Cork          | IE    |
| Delft         | NL    |
| Liegi         | BE    |
| Milton Keynes | GB    |
| Modena        | IT    |
| Parigi        | FR    |
| Riga          | LV    |
| Trnava        | SK    |
| Växjö         | SE    |

## Presidenza di Energy Cities
- 2005-2020 città di Heidelberg, rappresentata da Eckart Würzner, vice sindaco di Heidelberg
- 2000-2005 città di Odense, rappresentata da Søren Møller, vice sindaco di Odense
- 1997-2000 città di Barcellona, rappresentata da Pep Puig, consigliere municipale a Barcellona
- 1994-1997 città di Besançon, rappresentata da Robert Schwint, sindaco di Besançon
- 1990-1994 Robert Schwint, sindaco di Besançon